# ألترابوك

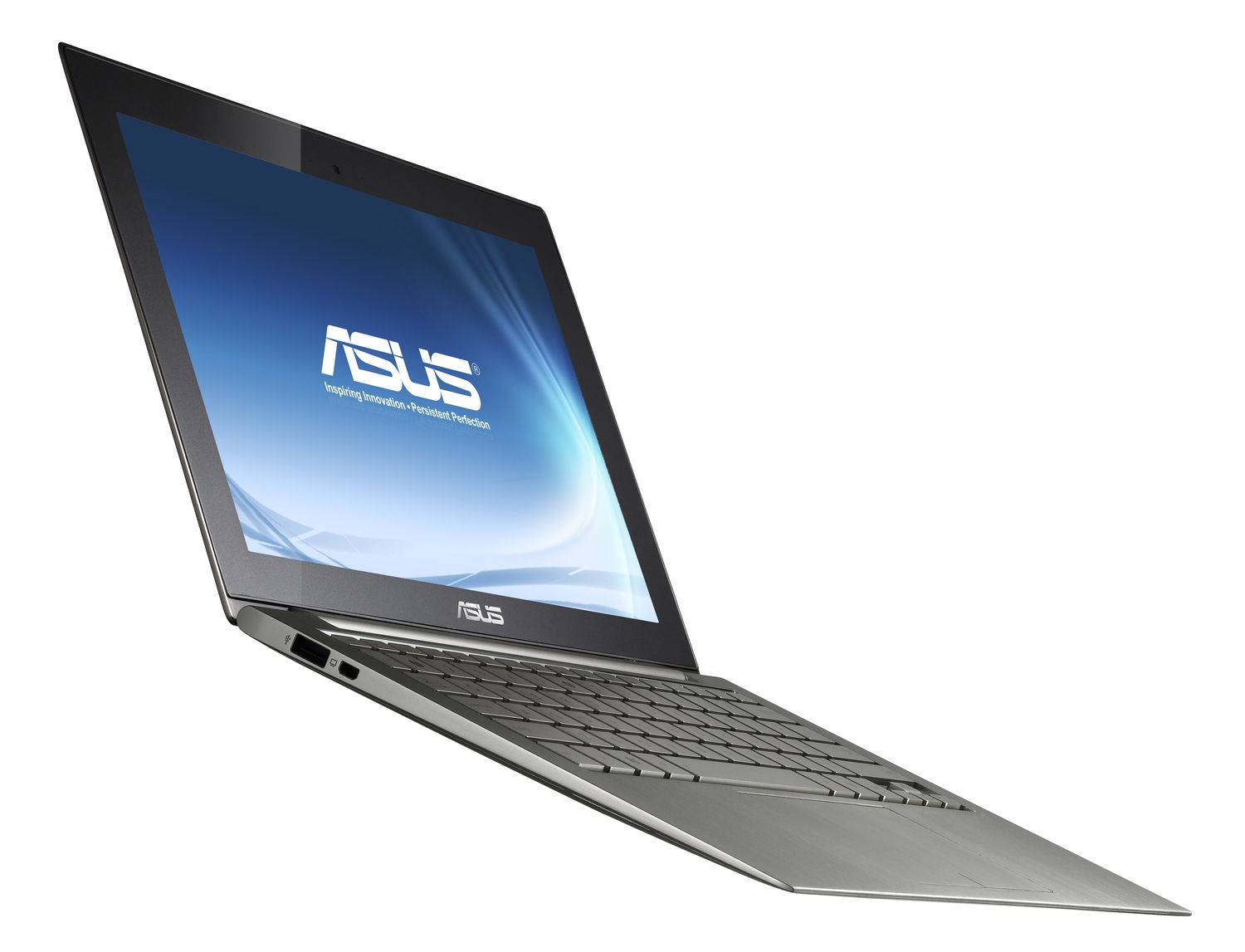
أسوس UX21 ألترابوك

الـ ألترابوك هو نوع من الحواسيب المحمولة التي تقودها انتل، الألترابووك مصممة لتكون ذات حجم ووزن أقل من بقية الحواسيب المحمولة وتمتلك بطارية تعيش طويلًا دون أن يؤثر ذلك على أداء الجهاز، يستخدم هذا النوع من الحواسيب قرص صلب من نوع SSD، بعض أنواعها له عدد قليل من المنافذ (مثل الـ يو إس بي) بسبب نحافة الألترابوك الشديدة.

## التاريخ
بهذه المبادرة تتمنى انتل أن تنافس الحواسيب اللوحية التي تستخدم معالجات إيه.آر.إم. الألترابوك ينافس أيضًا جهاز آبل Macbook Air الذي يمتلك مواصفات شبيهة بالألترابوك ويستعمل معالجات انتل، لكنه يعمل بنظام ماكنتوش.
تهدف انتل إلى أن تكون تكلفة الألترابوك أقل من 1000 دولار، لكن وفقًا لرئيس من شركة Compal هذا الهدف لن يتحقق إذا لم تقم انتل بتخفيض أسعار معالجاتها.
في أحد المعارض قال أحد إداريي انتل أن هناك من لا يرغب في شاشات بحجم 13 بوصة للأترابوك، لهذا السبب 50% من الألترابوك القادمة للسوق في 2012 سيكون حجم شاشاتها 14-15 بوصة.

## المواصفات
انتل تفرض على الشركات المصنعة مواصفات معينة لكي يكون الحاسوب المحمول ألترابوك.
| مواصفات الألترابوك                    | مواصفات الألترابوك                                        | مواصفات الألترابوك                                                                                    |
| ------------------------------------- | --------------------------------------------------------- | --- |
| تاريخ الإصدار                         | أكتوبر 2011                                               | يونيو 2012                                                                                            |
| المعالج                               | معالجات Sandy Bridge                                      | معالجات Ivy Bridge                                                                                    |
| الارتفاع (على الأكثر)                 | 18 ملم لشاشات 13.3 بوصة وأصغر 21 ملم لشاشات 14 بوصة وأكبر | 18 ملم لشاشات 13.3 بوصة وأصغر 21 ملم لشاشات 14 بوصة وأكبر 23 ملم للألترابوك التي تتحول إلى حاسوب لوحي |
| البطارية (على الأقل)                  | 5 ساعات                                                   | 5 ساعات                                                                                               |
| العمل من جديد بعد السبات (على الأكثر) | 7 ثواني                                                   | 7 ثواني                                                                                               |
| المساحة التخزينية (على الأقل)         | لا توجد مواصفات                                           | سرعة نقل الملفات 80 ميجا بايت في الثانية المساحة التخزينية 16 جيجا بايت                               |
| المنافذ                               | لا توجد مواصفات                                           | يو إس بي 3                                                                                            |